# Лицарі Золотої Остроги

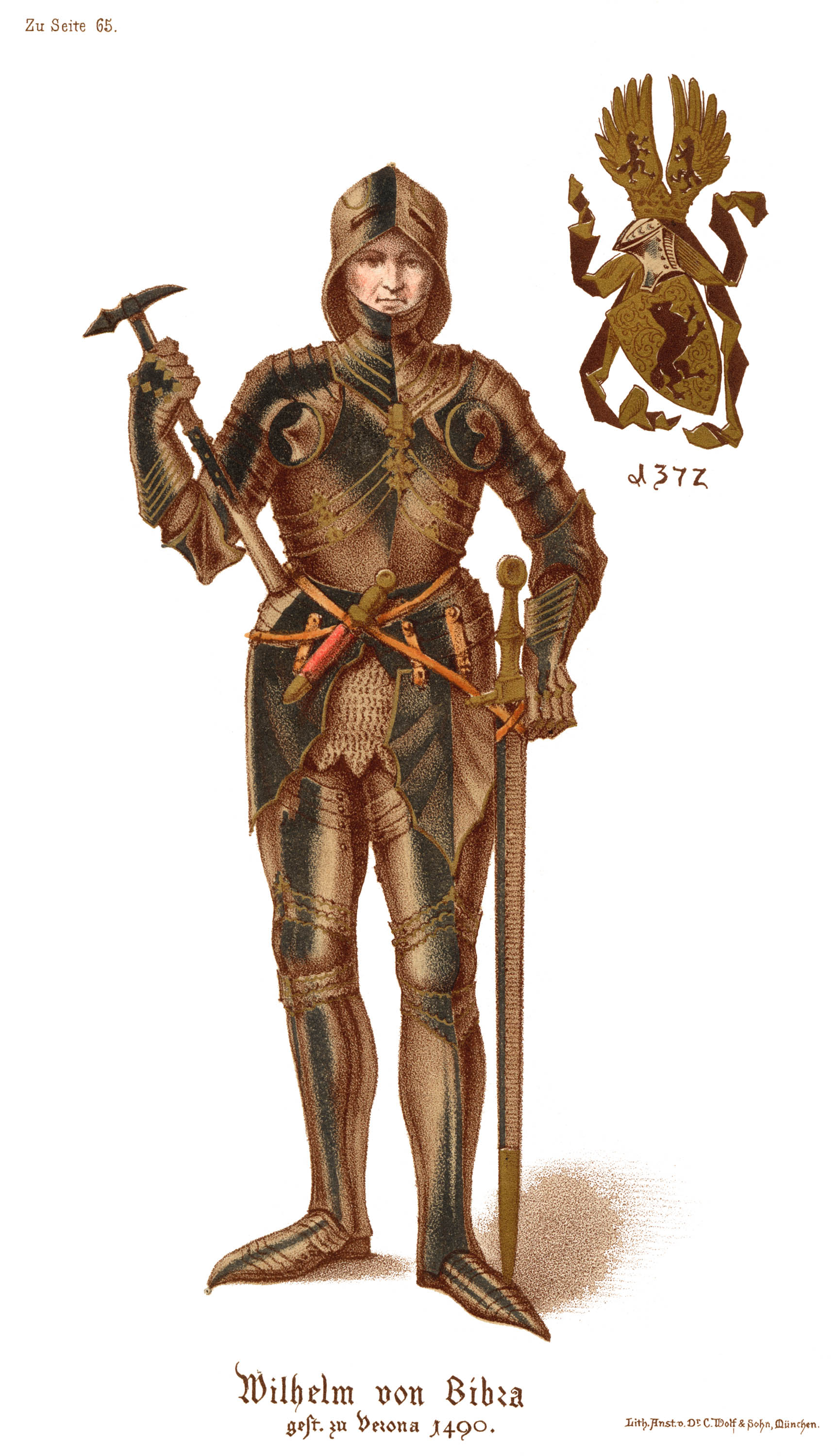
Літографія 1490

Лицарі Золотої  Остроги або Золоті лицарі Священної Римської імперії (лат. Equites aurati Sancti Romani Imperii; пол. Kawalery Złotej Ostrogi) — почесне звання, яке присвоювалося в XV—XVII століттях у Священній Римській імперії, а також в інших країнах, у т.ч. у Річі Посполитої, як правило, з нагоди коронації монарха. Це був нижчий ступінь особистого шляхетства, який давав своєму власникові право: мати власний герб, носити меч і шпори, брати участь у лицарських турнірах. Звичай носити золоту шпору як лицарську відзнаку існує в Європі з XI століття.
Лицарі були офіційною елітою Священної Римської імперії, яка складалася в основному з представників шляхти, а також з представників буржуазії та військових. Лицарів нагороджували орденом не обов’язково за військові, але й за особливі заслуги. Спочатку, це була особиста нагорода, титул лицаря не передавався у спадок. Лицар мав право носити золоті шпори або навіть позолочені обладунки. Більш практично, він користувався правом носити знак золотої остроги на шиї або на шоломі.

## Історія
Легенда про лицарів золотої остроги сходить до битви біля Мульвійського мосту в Римі, яка відбулася 28 жовтня 312 року, коли Костянтин I (306–337), співправитель Римської імперії (з територіальною владою в провінціях Галлія, Британія та Германія) переміг Максенція (306–312), іншого співправителя (з територіальною владою в Італії та африканських провінціях), який упав з мосту до Тибру під час битви і потонув. Пізніше Костянтин став Августом (імператором) Західної Римської імперії, та проголосив християнство офіційною державною релігією. 
Середньовічні хроністи вважали, що лицарі золотої шпори можуть походити від «Militia Aurata» (золотого лицарства), створеного імператором Костянтином, які билися з ним у тім бою. Під час понтифікату папи Сильвестра I (314–335) місто Рим почало навертатися до християнства. Папа був великим покровителем ополчення Militia Aurata, яке сприяло укріпленню його влади. Історики пізнього Середньовіччя ставили лицарів золотої шпори на вершину лицарських чеснот та виводили їх від папи Сильвестра I та папського ордена Золотої остроги. 
Остроги завжди вважалися символом лицарства, і деякі з них носили гарно прикрашені шпори. Представницькі остроги також могли виготовлятися із золота. Згодом, лицарський ранг здебільшого виражався золотою остроґою, а право їх носіння було тотожним набуттю лицарського привілею та звання.
Походження лицарів Золотої остроги може бути певним чином пов'язане з існуванням різними лицарських орденів Святого Георгія. Відомий Орден Золотого лицарства, що був заснований візантійським імператором Ісааком II Ангелом у 1190/91 р. Оскільки другою дружиною Ісаака II Ангела була принцеса Маргарита Угорська, донька Бели III, угорська традиція золотого лицарства виводить його з ордену св. Георгія. 
Сам Орден Золотої Остроги бере свій початок від графа-палатина Латеранського палацу, який був наданий імператором Священної Римської імперії в 14 столітті: Карл IV присвоїв цей титул Фенціо ді Альбертіно ді Прато. 15 серпня 1357 р. у Празі Орден почав асоціюватися з успадкованим патентом графства. У Священній імперії імперські чиновники, які називалися придворними палатинами (нім. Hofpfalzgraf), мали право надавати титул лицарів.

Орден було відновлено (створено) папою Миколою V на честь коронації імператора Фрідріха III, коли було посвячено 265 лицарів золотої остроги. Відомо, що церемонія посвячення в лицарі відбулася 19 березня 1452 року на мосту Сант-Анджело, і новий імператор нагородив лицарів золотою остроґою, що звисає з хреста. Ще раніше, у 1433 році на цьому ж місці імператор Сигізмунд посвятив понад 200 лицарів. Ті численні нові лицарі також отримали Орден Дракона. 

1469 року імператор Фрідріх III призначив Бальдо Бартоліні, професора цивільного права в Університеті Перуджі, пфальцграфом, який, у свою чергу, має право присуджувати університетські ступені. Бартоліні також отримав право надавали лицарське звання Золотої Остроги, яке супроводжувало його посаду пфальцграфа. 
У 1518 році імператор Максиміліан надав главам шляхетних родів гербу Яструбець (Білявським, Дзерковським, Мишковським, Мендзилевським, Немировичам і Щитам) титул спадкових палатинів (лат. comes palatinus) з правом надавати ранг лицарів золота остроги.
Орден Золотої Остроги був широко наданий після пограбування Риму 1527 року імператором Священної Римської імперії Карлом V; текст збережених дипломів надавав нагородженим спадкове шляхетство. Невдовзі після смерті імператора, у 1558 році, орден перезаснував Папі Пій IV 1559 року.
Після розпаду Священної Римської імперії власники лицарського титулу в Австрії були підтверджені в шляхетному званні (14 травня 1817 р.), але сам титул «Лицар Священної Римської імперії» було скасовано (10 квітня 1816 р., 6 жовтня 1847 р.). 
Крім цього, в Англії, зокрема в 16 і 17 століттях, лицар міг мати титул «Eques auratus» (золотий лицар). Спочатку це також асоціювалося з нагородою та привілеєм позолотити обладунки.
Орден Золотої Остроги Священної Римської імперії не слід плутати з вищим орденом Римо-Католицької Церкви — орденом Золотої Остроги та з пам'ятною відзнакою Австро-Угорщини Лицарів Золотої Остроги.